# Ніклас Ларсен
Ніклас Ларсен (дан. Niklas Larsen, нар. 22 березня 1997) — данський велогонщик, срібний призер Олімпійських ігор 2020 року, бронзовий призер Олімпійських ігор 2016 року.

## Виступи на Олімпіадах
| Олімпіада           | Дисципліна                    | Місце |
| ------------------- | ----------------------------- | ----- |
| Ріо-де-Жанейро 2016 | командна гонка переслідування | 3     |
| Токіо 2020          | командна гонка переслідування | 2     |
| Токіо 2020          | омніум                        | 5     |

## Зовнішні посилання
- Ніклас Ларсен — олімпійська статистика на сайті Sports-Reference.com (англ.) (архівна версія)